# Katalin Kiss
Katalin Kiss – węgierska florecistka.

## Życiorys
W ciągu swojej kariery zdobyła złoty medal na mistrzostwach świata w szermierce w 1953, 1954 i 1955 roku oraz brązowy medal na mistrzostwach świata w szermierce w 1956 roku w konkurencji drużynowej florecistek..